# Hollós Ilona (énekesnő)
Hollós Ilona, Bágya Andrásné (Nagyvárad, 1920. március 2. – Budapest, 1993. június 1.) magyar táncdalénekesnő.

## Élete
Apja Héjas József, anyja gencsi Nagy Anna. Nagyváradnak Várad-Olaszi részében született Héjas Ilona Mária néven. A trianoni békeszerződés idején, még gyermekként települt át Magyarországra. Apai ágon rokonságban állt Boncza Bertával. 1938 és 1943 között Medek Anna tanítványa volt a Nemzeti Zenedében. Szólókarrierbe csak 1947 után kezdett. A Holéczy-együttes tagja lett Ákos Stefivel együtt. Ekkor már művésznévként használta a Hollós Ilona nevet.
Jazztörténeti források szerint először a Városi Színházban lépett fel 1943-ban. Ekkoriban a zeneszámokat a Siemens-Polydor hanglemezkiadó jelentette meg. 1944 novemberében házasságot kötött dr. Takács István gyermekorvossal. Ez a házasság hamar felbomlott (1949–1950 körül). Második férjével Bágya Andrással a Holéczy-együttesben ismerkedett meg, aki már 1945-től az együttes zongoristája volt. Vele még Héjas Ilona néven kötött házasságot. Hivatalos névváltoztatását 1948-ban hagyták jóvá. Nem volt rokona az 1919-es forradalmi időkben hírhedtté vált Héjjas Ivánnak, de alighanem a nevek összecsengése hozzájárult a névváltoztatásához.
Ő volt az 1960-as éveket megelőző időszak legnépszerűbb, leghíresebb táncdalénekesnője. Az 1960-as évek elején lezajlott táncdalénekesi generációváltással visszavonult a színpadtól, bár slágereit sokáig játszották a rádiók (az 1966-os Táncdalfesztiválon még szerepelt). Bágya Andrástól 1960 táján vált el; asszonynevét megtartotta. Sem testvére, sem gyermeke nem volt. Hivatalosan 1975-ben ment nyugdíjba. Szüleivel élt Budapest Lipótvárosban. Apja 1976-ban anyja 1979-ben halt meg. Idős korában Bágya András és pályatársa, Ákos Stefi segítették. Hamvait Nagyváradon helyezték örök nyugalomra.

## Slágerei
- A csókod mindig jólesik (Bágya András–Vécsey Ernő)
- Amigo eredeti címe: Die Amigos (Gerd Natschinsky–Peter Berling–Reményi-Gyenes István)
- Amikor polkát jár a nagyapó (Szerdahelyi Zoltán–Szenes Iván)[5]
- Ahogy lesz úgy lesz Que Sera, Sera (Jay Livingston–G. Dénes György)
- Áll a kis hajó Vaya con dios (Larry Russel–Inez James–Buddy Pepper–G. Dénes György)
- A szemed úgy ragyog duett Fekete Pállal[6]
- Auf wiedersehn (Vécsey Ernő–G. Dénes György)
- Az én apukám Oh! mein Pa-pa (Paul Burkhard[7]–Gommerman István)
- Ciao, ciao, bambina (Domenico Modugno–Vándor Kálmán)
- Csak egy kis emlék (Fényes Szabolcs–Bacsó Péter)
- Csokoládé Hotta Chocolata (Milton Drake–Vic Mizzy–Harsányi Béla, G. Dénes György)
- Egy kis romantika Tu sei romantica (Renato Rascel–Dino Verde–Reményi-Gyenes István)[8]
- Én megpróbáltam haragudni rád (Kola József–Szenes Iván)
- Ez minden idők (Zerinváry Andor–G. Dénes György)
- Ez volt az én nagy pillanatom (Balassa I.–G. Dénes György)
- Hófehér gyöngyvirág (de Fries Károly–Szécsén Mihály) A Három galamb című film zenéje, 1944 (előző előadó: Lantos Olivér)
- Hűvösen, hidegen (Bágya András–G. Dénes György)
- Jaj nekem, de nagy a veszedelem (Majláth Júlia–Gommermann István)
- Je t'aime (Bágya András–Kovács János)
- Jó éjt (Bágya András–Bradányi Iván)
- Két piciny fehér balettcipő Eternally (Terry's theme) (Charlie Chaplin–Ács Ágnes)[9]
- 2x2 néha 5. Duett Kazal Lászlóval az Állami Áruház című filmből. Zeneszerző: Fényes Szabolcs, szövegíró: Szenes Iván
- Láttam én az Eiffel tornyot (Vécsey Ernő–Szabó József)
- Lila akácok (Ábrahám Pál–Mihály István) A Lila akác című filmből, 1934 (eredeti előadója Ágay Irén)
- Mambo Italiano (Bob Merrill–G. Dénes György)
- Megáll az idő (Bágya András–G. Dénes György, 1960)[10]
- Minden asszony életében (Vértes László–Szenes Iván) másik sikeres előadója: Vámosi János
- Mit tegyek (Pogány László–Martiny Lajos–Szenes Iván)
- Mondd hát a szemembe (Berki Géza–Lóránd György)[11]
- Natasa (Breitner János–Göndör László–Szenes Iván)
- Négy fess férfi (Bágya András–Szenes Iván)
- Nem adlak másnak (Majláth Júlia–Szabó Sándor)
- Nem állhat közénk (Bágya András–G. Dénes György)
- Oly jó e csodás érzés
- Honvágydal (Oly távol messze van hazám) (Terry Gilkyson–Richard Dehr–Frank Miller–Gommermann István)[12]
- Napfény, víz és levegő duett Fekete Pállal[13]
- Ő az, ki így köszön (Hollós Ilona–S. Nagy István)
- Őszi szerelem (Vécsey Ernő–Váradi Zsuzsa)
- Rock lett a divat (Bágya András–Kovács István)
- Sétahajó (Hajdú Júlia–Bradányi Iván–Szabó Sándor)

- Sírnék, de könnyeket nem érdemelsz (Auth Ede–S. Nagy István)
- Sorrentói emlék Torna a Sorriento (Ernesto de Curtis–Giambattista de Curtis[14]–Pásztor Árpád)
- Szállj te madár (zene és szöveg: Pető István)
- Szeretlek téged (Vécsey Ernő–Szenes Iván)
- Tavasszal kell a szerelem (Orlay Jenő–Halász Rudolf)
- Téged várlak... (Zsoldos Imre–Rákosi János)
- Valaki kell nekem is (Majtáth Júlia–ifj. Kalmár Tibor)
- Van ez így (Bágya András–Szenes Iván)
- Veled vagyok még gondolatban (Víg György–Szenes Iván)
- Virágoskert az én szívem (de Fries Károly–Török Rezső)[15]
- Virágzik a rózsa (Iszaak Oszipovics Dunajevszkij) A Vidám vásár (Кубанские казакии) című filmből (másik előadó: Honthy Hanna)

## Díjai, kitüntetései
- 1955 – Szocialista Kultúráért

## Emlékezete
- Alakja felbukkan (említés szintjén) Kondor Vilmos magyar író Budapest novemberben című bűnügyi regényében.
- A szegedi Pogány Induló rapper 2023-as albumán szerepel a Megáll az idő című sanzon.[16]